# ザ・サンライズ
『ザ・サンライズ（英語表記:The Sunrise）』とは、1982年1月1日に発売された日本のロックバンド・ゴダイゴの19枚目のシングルである。

## 概要
- 「ザ・サンライズ」は、テレビ朝日系列（ABC制作）で1982年1月1日から1月2日にかけて放送された「世界の初日の出」のテーマソングとして製作された。
  - 番組にはゴダイゴも出演した。まず1月1日に日本でスタジオ生出演し、その後ハワイに移動してコンサートを行い、現地での初日の出時間に合わせてこの曲を生演奏するという企画が行われた。
  - 関西地区では、上記番組と同じくABC制作の関西ローカル番組「ヤングプラザ」（当時土曜 17:00 - 17:55に放送）の1981年12月19日放送分で一足早く披露している。
- 1980年に発売された「リターン・トゥ・アフリカ」の英語版（カセットテープ『GODIEGO HIT SPECIAL』で初出）がカップリングに収録されている。
- ジャケット・デザインは、中央に大きな円があり、その中にまた円があり、さらに中央に「世界の初日の出」テーマ・ソング、一段下がって少し大きく「ザ・サンライズ」の文字が記載されている。その中円と外円の隙間に飛行機が円弧状に飛ぶ絵と、前年1981年の干支である鶏が、初日の出を拝む様子が描かれている。

## 収録曲
1. ザ・サンライズ（THE SUNRISE）-　3:35
  - 作詞：山上路夫、ウェル・ウィリアムズ、作曲：タケカワユキヒデ、編曲：ミッキー吉野
2. RETURN TO AFRICA　-　4:23
  - 作詞：奈良橋陽子、作曲：タケカワユキヒデ、編曲：ミッキー吉野
  - 「リターン・トゥ・アフリカ」の英語版。